# Администратор Управления по делам малого бизнеса США
Администратор Управления по делам малого бизнеса — глава Управления по делам малого бизнеса США, член кабинета США (с января 2012).
15 января 2014 президент Барак Обама назначил Марию Контрерас-Свит двадцать пятым по счёту администратором Управления по делам малого бизнеса. Она была утверждена Сенатом 27 марта 2014 года. 7 апреля 2014 вступила в должность. 20 января покинула пост в связи с уходом администрации Обамы. 14 февраля 2017 года в должность вступила утверждённая Сенатом Линда Макмэн.

## Список администраторов[3]
| Имя и фамилия              | Срок пребывания в должности  |
| -------------------------- | ---------------------------- |
| Уильям Д. Митчелл          | август 1953 — октябрь 1953   |
| Венделл Б. Барнс           | февраль 1954 — ноябрь 1959   |
| Филип МакКаллум            | ноябрь 1959 — январь 1961    |
| Джон Е. Хорн               | февраль 1961 — август 1963   |
| Юджин Ф. Фоули             | август 1963 — сентябрь 1965  |
| Бернард Л. Бутин           | май 1966 — июль 1967         |
| Роберт К. Мут              | август 1967 — июль 1968      |
| Говард Д. Сэмюэлс          | август 1968 — февраль 1969   |
| Хилари Д. Сандовал-младшая | март 1969 — январь 1971      |
| Томас С. Клеппе            | январь 1971 — октябрь 1975   |
| Митчелл П. Кобелински      | февраль 1976 — март 1977     |
| А. Вернон Вивер            | апрель 1977 — январь 1981    |
| Майкл Карденас             | март 1981 — февраль 1982     |
| Джеймс К. Сандерс          | март 1982 — март 1986        |
| Чарльз Хазерли (и.о)       | апрель 1986 — март 1987      |
| Джеймс Эбднор              | март 1987 — апрель 1989      |
| Сьюзен Энгелейтер          | апрель 1989 — январь 1991    |
| Пол Кукси (и.о)            | январь 1991 — апрель 1991    |
| Пэт Сайки                  | апрель 1991 — январь 1993    |
| Дейтон Д. Уоткинс (и.о)    | январь 1993 — май 1993       |
| Эрскин Боулз               | май 1993 — сентябрь 1994     |
| Кассандра М. Пулли (и.о)   | сентябрь 1994 — октябрь 1994 |
| Филип Ладер                | октябрь 1994 — январь 1997   |
| Гингер Лу (и.о)            | январь 1997 — апрель 1997    |
| Аида Альварез              | апрель 1997 — январь 2001    |
| Джон Д. Вайтмор (и.о)      | январь 2001 — июль 2001      |
| Гектор Баррето             | июль 2001 — июль 2006        |
| Стив Престон               | июль 2006 — июль 2008        |
| Сэнди Баруа (и.о)          | июль 2008 — январь 2009      |
| Деррил Хейрстон (и.о)      | январь 2009 — апрель 2009    |
| Карен Миллс                | апрель 2009 — сентябрь 2013  |
| Жанна Хулит (и.о)          | сентябрь 2013 — февраль 2014 |
| Марианна Марковиц (и.о)    | февраль 2014 — апрель 2014   |
| Мария Контрерас-Свит       | апрель 2014 — январь 2017    |
| Джо Лоддо (и.о)            | январь 2017 — февраль 2017   |
| Линда Макмэн               | февраль 2017 — апрель 2019   |
| Крис Пилкертон (и. о.)     | апрель 2019 — январь 2020    |
| Ховита Карранса            | январь 2020 — январь 2021    |
| Тами Перриелло (и. о.)     | январь 2021 — март 2021      |
| Изабель Гусман             | март 2021 — январь 2025      |
| Келли Леффлер              | февраль 2025 — января 2029   |